# Dersffy Orsolya
Dersffy Orsolya (? 1583. – 1619. március 15.) - előbb Mágocsy Ferencné, majd Esterházy Miklósné.

## Életrajza
1583-ban született a Győr nemzetségből való szerdahelyi báró Dersffy Ferenc 1594-ben főpohárnok, sáros megyei ispán első lányaként. Anyja lanzéri Császár Orsolya, Dersffy Ferenc második felesége volt.
Orsolya először Mágóchy Ferenc kassai főkapitányhoz ment férjhez (ma: Košice, Szlovákia). 1611-ben férje, Mágóchy Ferenc meghalt. Egy évvel később 1612 november 22-én férjhez ment galántai Esterházy Miklóshoz, kivel már előtte is szerelmi viszonyt folytatott, és aki e házasság után az összes Dersffy és Mágócsy javakat örökölte. Dersffy Orsolyának egyetlen fia született 1616-ban: István (1616-1641) lett az Esterházy vagyon örököse, de meghalt, így annak öccse, László lett az örökös. Krisztina (d. 1617) lányuk is, meghalt csecsemő korában.
Dersffy Orsolya 1619-ben halt meg. A férje Esterházy Miklós ezután újra nősült; 1624 július 21-én bedeghy Nyáry Krisztinát vette feleségül, akitől több gyermekük is született.